# Istoria consolelor de jocuri (a treia generație)
În istoria jocurilor video, a treia generație a început pe 15 iulie 1983, cu apariția consolelor de jocuri japoneze Nintendo Family Computer (mai târziu cunoscută sub numele de Nintendo Entertainment System în restul lumii) și Sega SG-1000. Această generație a marcat sfârșitul North American video game crash of 1983, o schimbare în poziția dominantă a jocurilor video de la America de Nord la Japonia, și tranziția de la grafica single-screen sau flip-screen la grafica scrolling, care dovedește a fi un pas esențial în designul jocului.

## Nintendo contra Sega
Consola Nintendo Entertainment System (NES) / Family Computer (Famicom) a vândut mai multe unități decât oricare altă consolă din a treia generație în America de Nord și Japonia. Acest lucru se datorează lansării timpurii, gamei puternice de jocuri de lansare (cum ar fi Super Mario Bros. and Super Mario Bros. 3, The Legend of Zelda, și Metroid), și politicile restrictive ale and Nintendo, permițându-le dezvoltatorilor să lanseze numai jocuri pe NES și numai câte trei pe an, pentru a ocoli soarta pe care a avut-o Atari.

### Comparație
| Nume                                    | Famicom/NES | SG-1000                                                                    | Master System | Atari 7800                                                                    |
| --------------------------------------- | --- | -------------------------------------------------------------------------- | --- | ----------------------------------------------------------------------------- |
| Fabricant                               | Nintendo | Sega                                                                       | Sega | Atari                                                                         |
| Consolă                                 | |                                                                            | |                                                                               |
| Preț la lansare                         | 14.800 ¥ 199,99 $ 240 C$ | 15.000 ¥                                                                   | 24.200 ¥ 199,99 $ | 140,00 $                                                                      |
| Data lansării                           | - JAP 15 iulie 1983 - SUA 18 octombrie 1985 - AME 1 februarie 1986 - EUR 1 septembrie 1986 - WW 1 ianuarie 1987                                             | - JAP 15 iulie 1983 - AUS 1983                                             | - JAP 20 octombrie 1985 - AME 1 iunie 1986 - WW 1 septembrie 1987 | - AME 1 iunie 1986 - WW 1 septembrie 1987                                     |
| Media                                   | casetă și dischetă (numai în Japonia) | casetă și cartuș (SG-3000)                                                 | casetă și data card | casetă                                                                        |
| Cele mai vândute jocuri                 | Super Mario Bros. (în pachet cu consola), 40,23 milioane (până în 1999) Super Mario Bros. 3, 18 milioane (până în 21 mai 2003)                              | indisponibil                                                               | Hang-On și Safari Hunt (în pachet cu consola) | Pole Position II (în pachet cu consola)                                       |
| Compatibil cu jocuri de pe alte console | nu | nu                                                                         | Sega SG-1000 (Japanese system only) | Atari 2600                                                                    |
| Accesorii                               | - Famicom Disk System - NES Advantage - NES Satellite - NES Zapper - Mattel Power Glove - NES Power Pad - NES R.O.B. Mai multe...                           | indisponibil                                                               | - Light Phaser - Sega 3-D Glasses - Sega Control Stick - Sega Handle Controller - Sega Paddle Control - Sega Pro Action Replay - Sega Remote Control System - Sega Rapid-Fire Unit - Sega SG Commander - Sega Sports Pad | - XG-1                                                                        |
| UCP                                     | Ricoh 2A03 (bazat pe MOS Technology 6502) 1,79 MHz (1,66 MHz PAL)                                                                                           | NEC 780C (clonă Zilog Z80) 3,58 MHz pentru NTSC, 3,55 MHz pentru PAL       | NEC 780C (clonă Zilog Z80) 3,57 MHz (3,54 MHz PAL) | Custom, 6502C (bazat pe MOS Technology 6502) 1,79 MHz                         |
| Memorie                                 | 2 KB RAM 2 KB video RAM 256 bytes sprite RAM 28 bytes palette RAM                                                                                           | 16 KB RAM 16 KB video RAM                                                  | 8 KB RAM 16 KB video RAM | 4 KB RAM                                                                      |
| Video                                   | 64 sprites (8 per scanline) 256x240 resolution 25 simultaneous colors 53 color palette                                                                      | 256x192 resolution 32 sprites, maximum of 4 sprites per scanline 16 colors | 128 colors (16 colors with 8 intensity levels each) | Unlimited sprites 320x200 resolution 25 simultaneous colors 256 color palette |
| Audio                                   | Mono audio cu: - Two square waves - One triangle wave - One noise generator - One DPCM channel - One FM synthesizer (Famicom Disk system, numai în Japonia) | Mono audio cu: - 3 voices - noise/vibrato effect                           | Mono audio cu: - Three square waves - One noise generator - 9-channel, 2-operator FM synthesizer (numai în Japonia) | Mono audio cu: - Two square waves                                             |

### Vânzări la nivel mondial
| Consolă                       | Unități vândute                     |
| ----------------------------- | ----------------------------------- |
| Nintendo Entertainment System | 60 milioane (până în 4 august 2007) |